# The People We Hate at the Wedding
The People We Hate at the Wedding (es español La boda más odiosa) es una película de comedia estadounidense de 2022 dirigida por Claire Scanlon a partir de un guion escrito por las hermanas Molyneux, basada en la novela de 2016 de Grant Ginder. Está protagonizada por Allison Janney, Ben Platt, Cynthia Addai-Robinson y Kristen Bell.

## Trama
Los disfuncionales hermanos estadounidenses Alice (Kristen Bell) y Paul Stevenson (Ben Platt), junto con su siempre optimista madre (Allison Janney) son invitados a la boda británica de su hermanastra distanciada Eloise LeGranger (Cynthia Addai-Robinson), fruto de su anterior matrimonio, como oportunidad para reconectar como adultos y aprender a quererse como se querían de pequeños.

## Reparto
- Allison Janney como Donna Stevenson
- Kristen Bell como Alice Stevenson
- Ben Platt como Paul Stevenson
- Cynthia Addai-Robinson como Eloise LeGranger[1]
- Karan Soni como Dominic
- Dustin Milligan como Dennis Bottoms
- Tony Goldwyn como Dr. Goulding
- Isaach de Bankolé como Henrique LeGranger
- Jorma Taccone como Jonathan
- Julian Ovenden como Alcott
- Adam Godley como Narrator
- Andy Daly como Bill Stevenson

## Producción
The People We Hate at the Wedding se anunció en marzo de 2021, cuando Allison Janney, Annie Murphy y Ben Platt fueron elegidos para protagonizar la película y se informó que Claire Scanlon estaba lista para dirigir. En julio de 2021, Kristen Bell se unió al elenco para reemplazar a Murphy. La producción comenzó en Londres en septiembre de 2021, con Cynthia Addai-Robinson, Karan Soni, Dustin Milligan, Tony Goldwyn, Isaach de Bankolé, Jorma Taccone y Julian Ovenden siendo anunciados como parte del elenco ese mes.

## Estreno
La película se estrenó en Amazon Prime Video el 18 de noviembre de 2022.